# James McLane
James McLane (Pittsburgh, 13 de septiembre de 1930 - Ipswich (Massachusetts), 13 de diciembre de 2020) fue un nadador estadounidense especializado en pruebas de estilo libre media y larga distancia, donde consiguió ser campeón olímpico en 1948 en los 1500 metros.

## Carrera deportiva
En los Juegos Olímpicos de Londres 1948 ganó la medalla de oro en los 1500 metros libre, con un tiempo de 19:18.5 segundos, también el oro en los relevos de 4x200 metros libre —por delante de Hungría y Francia—, y la plata en los 400 metros libre, tras su compatriota William Smith.
Cuatro años después, en las Olimpiadas de Helsinki 1952 volvió a ganar el oro en los relevos de 4x200 metros estilo libre.